# Lollo Franco
Lollo Franco, all'anagrafe Calogero Franco (Palermo, 20 luglio 1949), è un attore, regista teatrale e scenografo italiano.

## Biografia
Lollo Franco esordisce nel 1970 come attore teatrale nella propria città natale portando in scena numerosi spettacoli tratti da diversi autori, curando spesso l'organizzazione generale, la regia e la scenografia. 
Dalla seconda metà degli anni settanta Lollo Franco collabora spesso con Renato Rascel nell'ambito teatrale e a partire dal decennio successivo dirige diverse iniziative culturali curate dai diversi teatri di Palermo, prendendone talvolta anche la direzione artistica.
L'esordio cinematografico di Lollo Franco avviene nel 1997 nel film I Grimaldi interpretando il caratteristico uomo siciliano diffidente e senza scrupoli, questo tipo di personaggi rimane attaccato alla figura dell'attore anche nelle pellicole successive, sia per il cinema che per la televisione; la sua versatilità nell'interpretare con durezza o ironia i vari ruoli assegnatagli ha fatto sì che venisse richiesto di interpretare personaggi simili anche in chiave comica in diverse commedie come in Amiche da morire in cui muore durante un amplesso con la prostituta Gilda, interpretata da Claudia Gerini.
Dotato di un viso tipicamente rude, Lollo Franco interpreta spesso ruoli da cattivo, prepotente o padre-padrone che dimostrano al meglio la propria indole recitativa; nel 2012 riesce a ottenere maggiore notorietà quando interpreta il ruolo del compianto giudice Paolo Borsellino nel film televisivo Vi perdono ma inginocchiatevi.

## Filmografia

### Cinema
- I Grimaldi, regia di Giorgio Castellani (1997)
- Delirio, regia di André Bendocchi-Alves (2002)
- Alla luce del sole, regia di Roberto Faenza (2005)
- La siciliana ribelle, regia di Marco Amenta (2009)
- Baarìa, regia di Giuseppe Tornatore (2009)
- Romanzo di una strage, regia di Marco Tullio Giordana (2012)
- Amiche da morire, regia di Giorgia Farina (2013)
- Ore diciotto in punto, regia di Giuseppe Gigliorosso (2014)
- Andiamo a quel paese, regia di Ficarra e Picone (2014)
- Una storia senza nome, regia di Roberto Andò (2018)
- Il delitto Mattarella, regia di Aurelio Grimaldi (2020)
- Scianèl, regia di Luciano Accomando (2023)
- Here After - L'Aldilà, regia di Robert Salerno (2024)
- Paradiso in vendita, regia di Luca Barbareschi (2024)

### Televisione
- La squadra 8, registi vari (2007)
- La baronessa di Carini, regia di Umberto Marino (2007)
- Lo scandalo della Banca Romana, regia di Stefano Reali – miniserie TV (2010)
- Mia madre, regia di Ricky Tognazzi – miniserie TV (2010)
- L'ombra del destino, registi vari (2011)
- Vi perdono ma inginocchiatevi, regia di Claudio Bonivento (2012)
- Il paese delle piccole piogge, regia di Sergio Martino (2012)
- Squadra antimafia 5 – serie TV, 5 episodi (2013)
- Il commissario Montalbano – serie TV, episodio: Una faccenda delicata (2016)
- Il sistema, regia di Carmine Elia – miniserie TV (2016)
- Boris Giuliano - Un poliziotto a Palermo, regia di Ricky Tognazzi – miniserie TV (2016)
- I fantasmi di Portopalo, regia di Alessandro Angelini – miniserie TV (2017)
- Maltese - Il romanzo del Commissario, regia di Gianluca Maria Tavarelli – miniserie TV (2017)
- La vita promessa, regia di Ricky Tognazzi – miniserie TV (2018)
- Liberi di scegliere, regia di Giacomo Campiotti – film TV (2019)
- La stagione della caccia - C'era una volta Vigata, regia di Roan Johnson – film TV (2019)
- Incastrati, regia di Ficarra e Picone – miniserie TV (2022)
- L'arte della gioia, regia di Valeria Golino – miniserie TV (2024)

### Cortometraggi
- Sciatu meo, regia di Alessio Genovese (2023)

## Teatro (lista parziale)
- Soiree (1975)
- La ballata del sale (1978)
- La lupa (1980)
- Milos, soldato fanfarone (1980)
- In bocca all'ufo (1980)
- Cagliostro dei buffoni, ovvero la doppia mascherata (1981)
- Chewingum (1982)
- Ci pensiamo lunedi (1982)
- La porta magica (1982)
- Càsina (1983)
- Il giullare (1984)
- Cavalca la luna (1985)
- Faccio l'attore (1986)

- La storia di Santa Rosalia (1986)
- Il folle e la morte (1987)
- Prometeo incatenato (1988)
- La storia di un soldato (1989)
- Beatrice Cenci (1990)
- Ballaro' (1990)
- L'amore Stregone (1991)
- Quarantena (1992)
- Viva Santa Rosalia viva (1997)
- Cagliostro (1998)
- L'ultima violenza (1999)
- I giganti della montagna (2001)
- Rais (2004)
- Cagliostro (2006)